# Pegomya holosteae
Pegomya holosteae är en tvåvingeart som först beskrevs av Erich Martin Hering 1924.  Pegomya holosteae ingår i släktet Pegomya och familjen blomsterflugor. Arten är reproducerande i Sverige. Inga underarter finns listade i Catalogue of Life.